# Piridoxál-foszfát
A piridoxál-foszfát kofaktor, több enzim prosztetikus csoportja.